# Emily Cook (ski)
Pour les articles homonymes, voir Emily Cook.
Emily Cook, née le 1er juillet 1979 à Boston (Massachusetts), est une skieuse acrobatique américaine spécialisée dans le saut acrobatique.
Au cours de sa carrière, elle a participé aux Jeux olympiques de 2006 et de 2010, à sept Mondiaux et en Coupe du monde, elle est montée à neuf reprises sur un podium pour trois victoires.

## Palmarès

### Jeux olympiques d'hiver
| Édition/Discipline   | Saut acrobatique |
| Jeux olympiques 2006 | 19e              |
| Jeux olympiques 2010 | 11e              |
| Jeux olympiques 2014 | 8e               |

### Championnats du monde
| Édition/Discipline | Saut acrobatique |
| Mondiaux 1999      | 18e              |
| Mondiaux 2001      | 12e              |
| Mondiaux 2005      | 7e               |
| Mondiaux 2007      | 6e               |
| Mondiaux 2009      | 4e               |
| Mondiaux 2011      | 7e               |
| Mondiaux 2013      | 10e              |

### Coupe du monde
- Meilleur classement général : 10e en 2001.
- Meilleur classement en saut acrobatique : 2e en 2013.
- 9 podiums dont 3 victoires en saut acrobatique.
- Victoires : Moscou en 2008 et 2011, Bukovel en 2013.